# Сиба (парк)
Парк Сиба (яп. 芝公園 сиба ко:эн) — один из старейших парков в Японии, расположен вокруг храма Дзодзё-дзи в специальном районе Минато, Токио. 

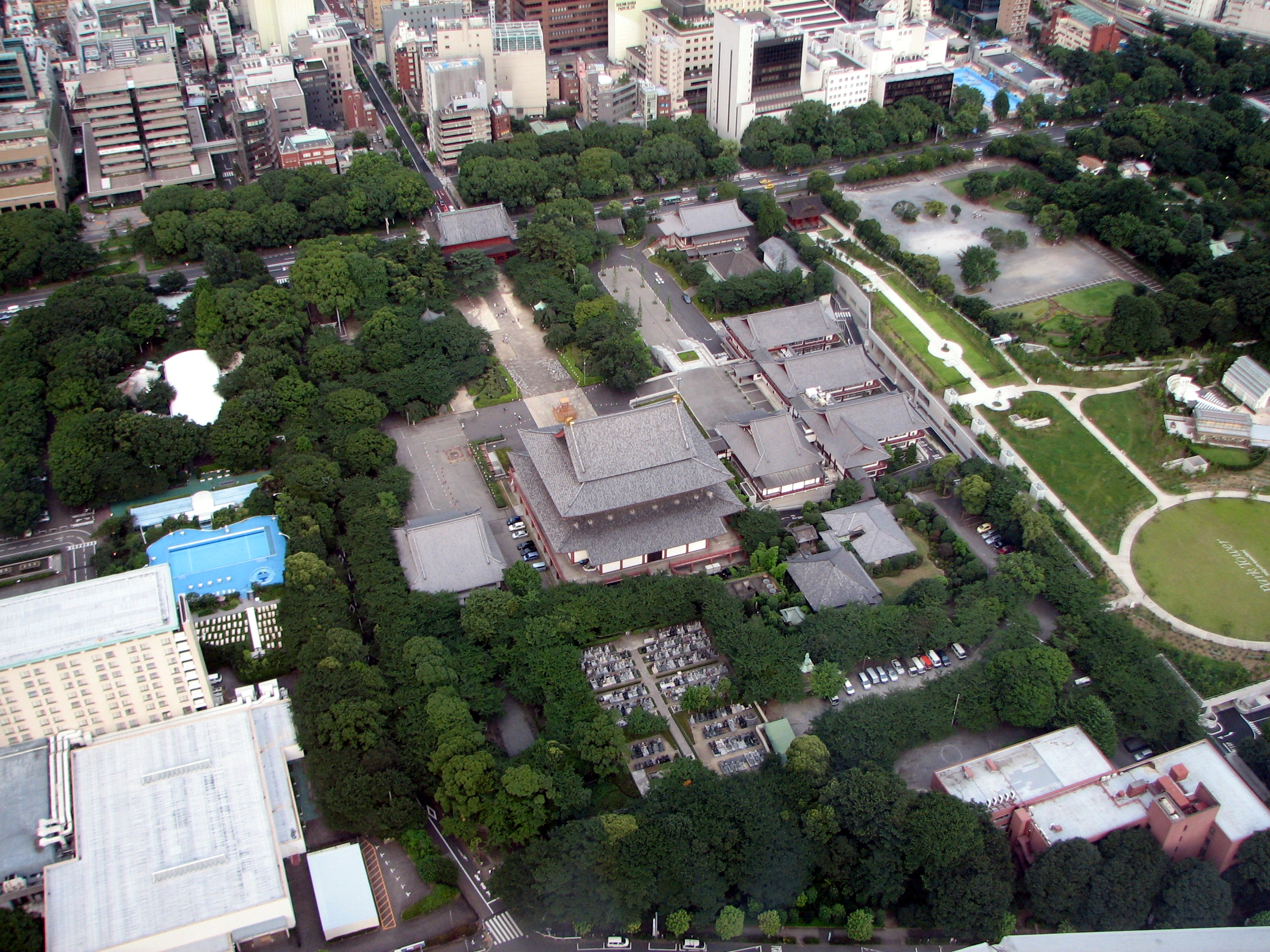
Вид парка сверху, с Башни Токио

Парк находится между муниципальными офисами Минато и телевизионной башней Токио. Общая площадь парка — 122501,09 м².
Парк знаменит древнейшим храмом Дзодзё-дзи, который был перенесён сюда в 1598 году. В 1957—1958 годах на территории парка была построена японская Эйфелева башня для трансляции радио- и телевизионных сигналов — телевизионная башня Токио. Верхний этаж башни находится на высоте 250 метров, на высотах 250 и 150 метров расположены смотровые площадки, позволяющие обозревать сверху весь город.
Значительную часть парка Сиба занимает поле для гольфа, в восточной части находится уютный уголок с деревьями и водоёмами. На территории парка растут 5 764 деревьев и 22 566 кустарников: вишня, слива, гинкго, дзельква, клён, камфорное дерево, японская чёрная сосна и др.